# Monte Fraidorzu
Il monte Fraidorzu, riportato sulle carte IGM come monte Paidorzu, è un rilievo di 1002 metri situato in territorio del comune di Bultei, nella Sardegna centrale. È una delle vette più alte della catena del Marghine-Goceano oltre che la più elevata del complesso forestale di Fiorentini. 

## Bibliografia

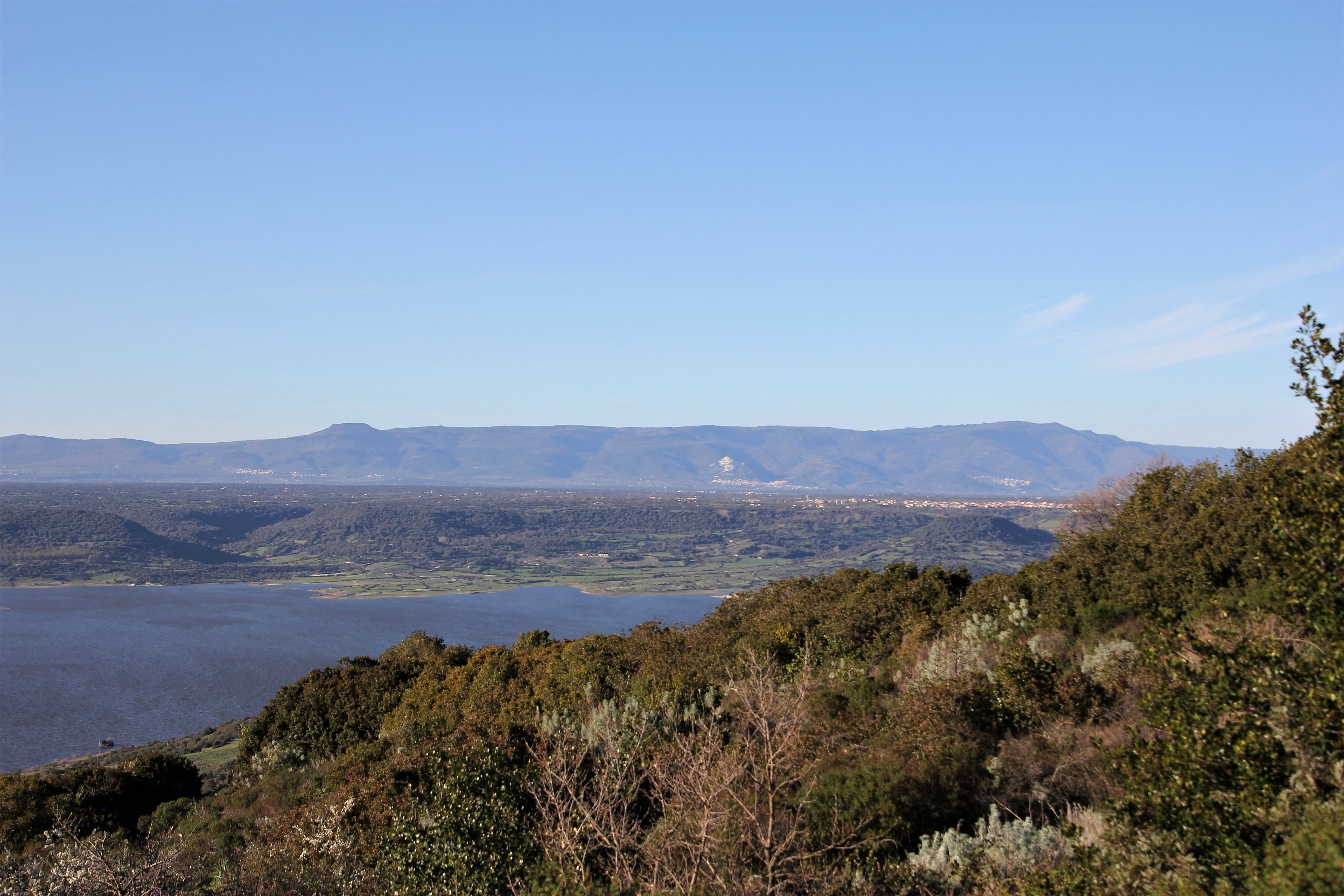
La catena del Marghine-Goceano